# Joseph Emanuel Fischer von Erlach
Joseph Emanuel Fischer von Erlach (také Fischer von Erlach mladší) (13. září 1693, Vídeň, Rakousko – 29. června 1742, tamtéž) byl rakouský barokní architekt, syn architekta Johanna Bernharda Fischera von Erlach.

## Dílo
- Vídeň, Dvorská knihovna – dokončení po otci
- Vídeň, Hofburg, Zimní jízdárna
- Vídeň, císařské konírny (dnes MuseumsQuartier) – dokončení
- Dolní Rakousy, Eckartsau, zámek Eckartsau
- Dolní Rakousy, Neudorf bei Staatz, zámek Kirchstetten – přestavba
- Morava, Jaroslavice, zámek Jaroslavice – přestavba
- Morava, Slavkov u Brna, zámek Slavkov – přestavba
- Morava, Židlochovice, zámek Židlochovice – přestavba
- Morava, Vranov nad Dyjí, Vranovský zámek – přestavba
- Vídeň, ulice Neuer Markt, Schwarzenberský palác – dokončení
- Vídeň, kostel svatého Karla Boromejského – dokončení
- Morava, Šafov, kostel a fara – barokní přestavba
- Praha, stříbrná hrobka svatého Jana Nepomuckého ve svatovítské katedrále